# فلويد تيلمان
فلويد تيلمان (بالإنجليزية: Floyd Tillman)‏ هو مغن مؤلف وموسيقي أمريكي، ولد في 8 ديسمبر 1914 في ريان في الولايات المتحدة، وتوفي في 22 أغسطس 2003 في باكليف في الولايات المتحدة.

## وصلات خارجية
- فلويد تيلمان على موقع IMDb (الإنجليزية)
- فلويد تيلمان على موقع ميوزك برينز (الإنجليزية)
- فلويد تيلمان على موقع إن إن دي بي (الإنجليزية)
- فلويد تيلمان على موقع ديسكوغز (الإنجليزية)